# Карл Вилхелм фон Анхалт-Кьотен
Карл Вилхелм фон Анхалт-Кьотен (на немски: Karl Wilhelm von Anhalt-Köthen; * 5 януари 1771; † 8 ноември 1793) е принц от Анхалт-Кьотен.
Той е вторият син на княз Карл Георг Лебрехт фон Анхалт-Кьотен (1730 – 1789) и съпругата му Луиза фон Шлезвиг-Холщайн-Зондербург-Глюксбург (1749 – 1812), дъщеря на херцог Фридрих фон Холщайн-Зондербург-Глюксбург. Брат е на херцог Август Христиан (1769 – 1812) и принц Лудвиг (1778 – 1802).
Карл Вилхелм умира на 8 ноември 1793 г. от раните си при битка в Нидерландия. Наследен е от брат му Лудвиг.